# Abablemma duomaculata
Abablemma duomaculata is een vlinder uit de familie van de familie spinneruilen (Erebidae). De wetenschappelijke naam van de soort werd voor het eerst geldig gepubliceerd in 1925 door Barnes en Benjamin als Phobolosia duomaculata.
De typelocatie van de soort is Benito in Texas.